# Tekken 6
Tekken 6 (鉄拳6?) es la sexta entrega de la serie de videojuegos de lucha Tekken. Fue lanzado en las máquinas arcade el 26 de noviembre de 2007 en Japón y para las consolas de séptima generación PlayStation 3 y Xbox 360 el 27, 29 y 30 de octubre de 2009, y para PlayStation Portable el 11 de diciembre de 2009 (versión PAL); además, el vestuario de algunos de los personajes estuvieron a cargo del famoso grupo mangakas Clamp [cita requerida] y como dato interesante en esta entrega podemos encontrar la reconstrucción y modernización de 3 escenarios de Tekken Tag Tournament: por ejemplo Lightning Storm (Nina stage), Manji Valley (Yoshimitsu stage) y Noh Theater (Jin stage).

## Argumento
Jin Kazama derrotó a Jinpachi Mishima y se proclamó campeón del V Torneo del Rey del Puño de Acero. Jin emergió como nuevo líder de la Mishima Zaibatsu. Empleando sus recursos económicos, tecnológicos y militares, Jin proclamó a la Mishima Zaibatsu como nación independiente e inició una guerra de conquista por todo el globo. El mundo se sumía en el caos de anarquía y guerras, mientras los ejércitos de las distintas naciones caían uno tras otro y nada parecía interponerse en el camino de Jin Kazama.
Kazuya Mishima, que no estaba dispuesto a dejarse dominar por alguien que no fuera él mismo, se hizo con el control de la Corporación G. La Corporación lo había traicionado tras los sucesos de Tekken 4, y Kazuya aprovechó para tomarse su venganza, eliminando a todos los altos ejecutivos y haciéndose con el poder en la sombra. Kazuya inmediatamente reclutó tropas y se autoproclamó como la principal fuerza que se oponía a los planes de Jin y de la Mishima Zaibatsu. El mundo pronto contempló a Kazuya como un salvador y un héroe.
Cada vez más perseguido y detestado, Jin decidía convocar el VI Torneo del Rey del Puño de Acero, esperando atraer con ello a todos sus posibles rivales.
Mientras todo eso se produce, Lars Alexandersson dirige a los miembros descontentos de las Fuerzas Tekken de la Mishima Zaibatsu; un ejército rebelde que se opone tanto a los planes de Jin Kazama como a los de Kazuya Mishima. Lars resulta ser un hijo ilegítimo de Heihachi Mishima.

### Final canónico
Las fuerzas de Jin, Kazuya y Lars convergen en un templo ubicado en algún lugar de Oriente Medio. Lars se enfrenta a Kazuya, el cual pretende obtener el poder de un ente maligno que habita en el templo llamado Azazel; tras pelear, Kazuya se percata de que Lars posee sangre Mishima y, aparentemente, se retira.
En el interior del templo, Lars confronta al propio Azazel, el cual afirma que ya está listo para regresar al mundo y que eso significa su destrucción. Lars consigue, aparentemente, derrotar al demonio, y se dispone a abandonar el templo.
A las afueras del templo, Jin le aguarda y envía contra Lars a su antigua compañera, Alisa Bosconovitch. Tras derrotarla, Lars y Jin se enfrentan. En mitad del combate, Jin le revela la verdad: Azazel es un poder oscuro que emergería cuando dos fuerzas con el Gen Diabólico se enfrentan (en este caso, Jin y Kazuya); su verdadero objetivo era sembrar el caos en el mundo para conseguir despertar a Azazel y así acabar él mismo con el demonio. Revelándose que Lars no lo destruyó, Azazel intenta emerger fuera del templo; Jin se lanza contra Azazel y ambos caen al abismo del que estaba surgiendo.
Sin rastro de Jin Kazama ni de Azazel, Lars da por terminado su cometido. Mientras tanto, el cuerpo inerte de Jin es localizado por fuerzas de la ONU al mando de Raven.

## Personajes del juego

### Personajes que vuelven
| - Anna Williams - Armor King II - Asuka Kazama - Baek Doo San - Bruce Irvin - Bryan Fury - Christie Monteiro - Craig Marduk - Devil Jin - Eddy Gordo - Feng Wei - Ganryu | - Heihachi Mishima - Hwoarang - Jin Kazama - Julia Chang - Kazuya Mishima - King II - Kuma II - Lee Chaolan - Lei Wulong - Lili De Rochefort - Ling Xiaoyu - Marshall Law | - Mokujin - Nina Williams - Panda - Paul Phoenix - Raven - Roger Jr. - Sergei Dragunov - Steve Fox - Wang Jinrei - Yoshimitsu |

### Nuevos Personajes
- Alisa Bosconovich

- Bob Richards

- Jack-6

- Lars Alexandersson

- Leo Kliesen

- Miguel Caballero Rojo

- Zafina

- Azazel (Jefe final, no jugable)

- NANCY-MI847J (enemigo en batalla bonus, personaje no jugable, salvo como opción de ayuda en un nivel del modo historia del juego)

## Recepción
Las críticas fueron principalmente favorables para el Tekken 6. IGN señaló que si bien Tekken no era para todo el mundo, aporta una gran variedad de calidad para todo aficionado de los juegos de lucha. 3DJuegos afirmó que Tekken 6 era el «nuevo rey» de los juegos de lucha de las videoconsolas de séptima generación. MeriStation afirmaba que Tekken 6 poseía un acabado excelente en todos sus apartados, aunque no marcaría un antes y un después como hicieran Tekken 3 y Tekken 5.
Por otro lado, páginas como IGN o MeriStation recalcaron los excesivos tiempos de carga incluso con el juego instalado en el disco duro. El modo online fue también criticado, por sus fallos de conexión y funcionamiento deficiente, que Namco Bandai trató de reparar mediante actualizaciones.